# Verjux
Verjux ist ein Dorf und eine Gemeinde mit 508 Einwohnern (Stand 1. Januar 2022) im französischen Département Saône-et-Loire in der Region Bourgogne-Franche-Comté (vor 2016 Bourgogne). Die Gemeinde gehört zum Arrondissement Chalon-sur-Saône und ist Teil des Kantons Gergy (bis 2015 Verdun-sur-le-Doubs).

## Geografie
Verjux wird im Norden und Westen durch die Saône begrenzt und liegt etwa 13 Kilometer nordöstlich von Chalon-sur-Saône. An der südlichen Gemeindegrenze verläuft der Fluss Cosne d’Épinossous, der hier in die Saône mündet. Umgeben wird Verjux von den Nachbargemeinden Allerey-sur-Saône im Norden, Verdun-Ciel im Osten und Nordosten, Saint-Maurice-en-Rivière im Osten und Südosten, Damerey im Süden sowie Gergy im Westen.

## Bevölkerungsentwicklung
| Jahr                      | 1962 | 1968 | 1975 | 1982 | 1990 | 1999 | 2006 | 2013 |
| Einwohner                 | 516  | 490  | 451  | 495  | 476  | 514  | 486  | 525  |
| Quelle: Cassini und INSEE |      |      |      |      |      |      |      |      |

## Sehenswürdigkeiten
- Kirche Saint-Pierre
- Pont Boncicaut, von Marguerite Guérin-Boucicaut initiierte und finanzierte 216 m lange Straßenbrücke über die Saône; 1890 zusammen mit einem Denkmal (Monument Boucicaut) für die vor Baubeginn Verstorbene eröffnet

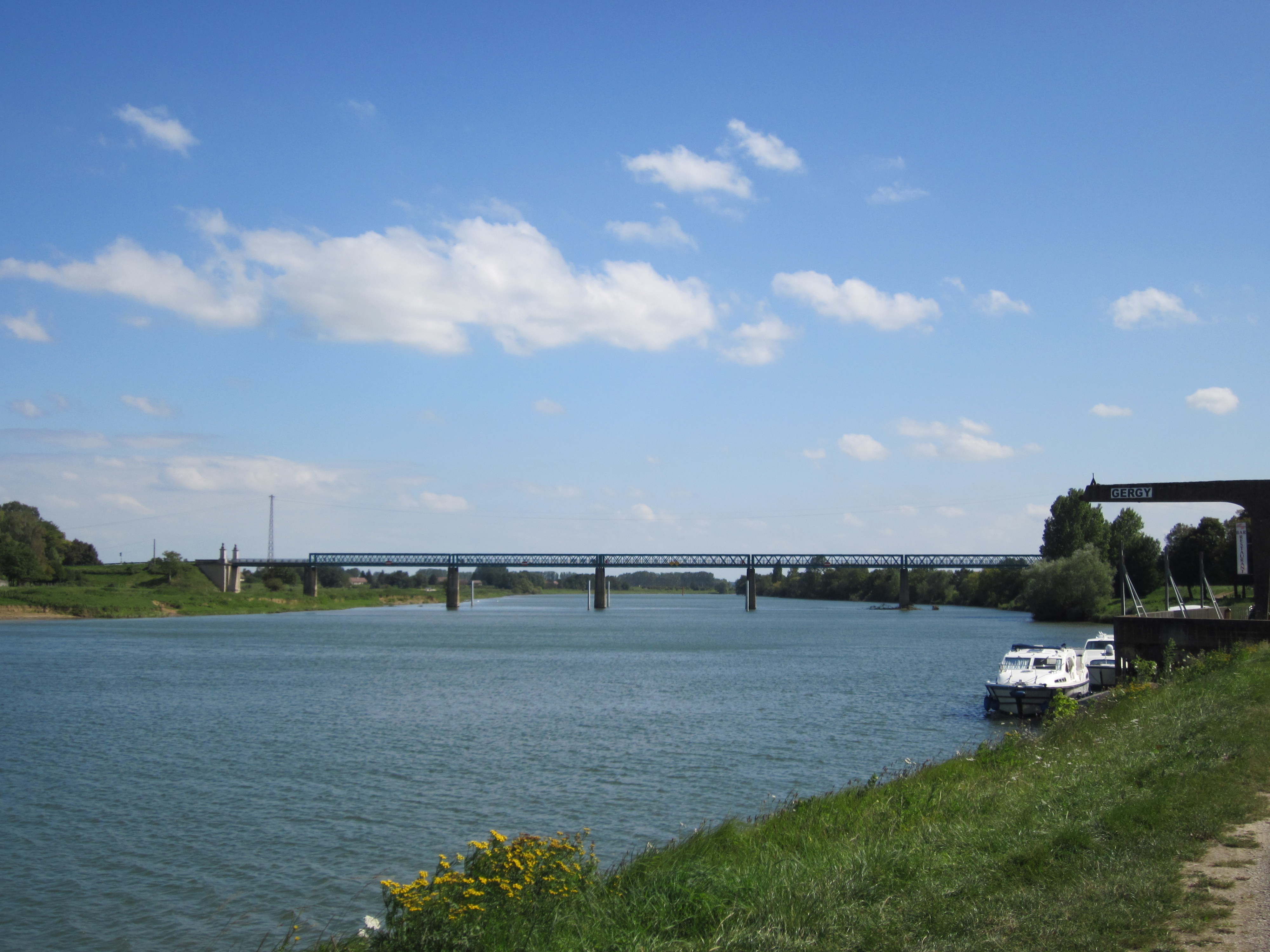
Straßenbrücke Pont Boncicaut
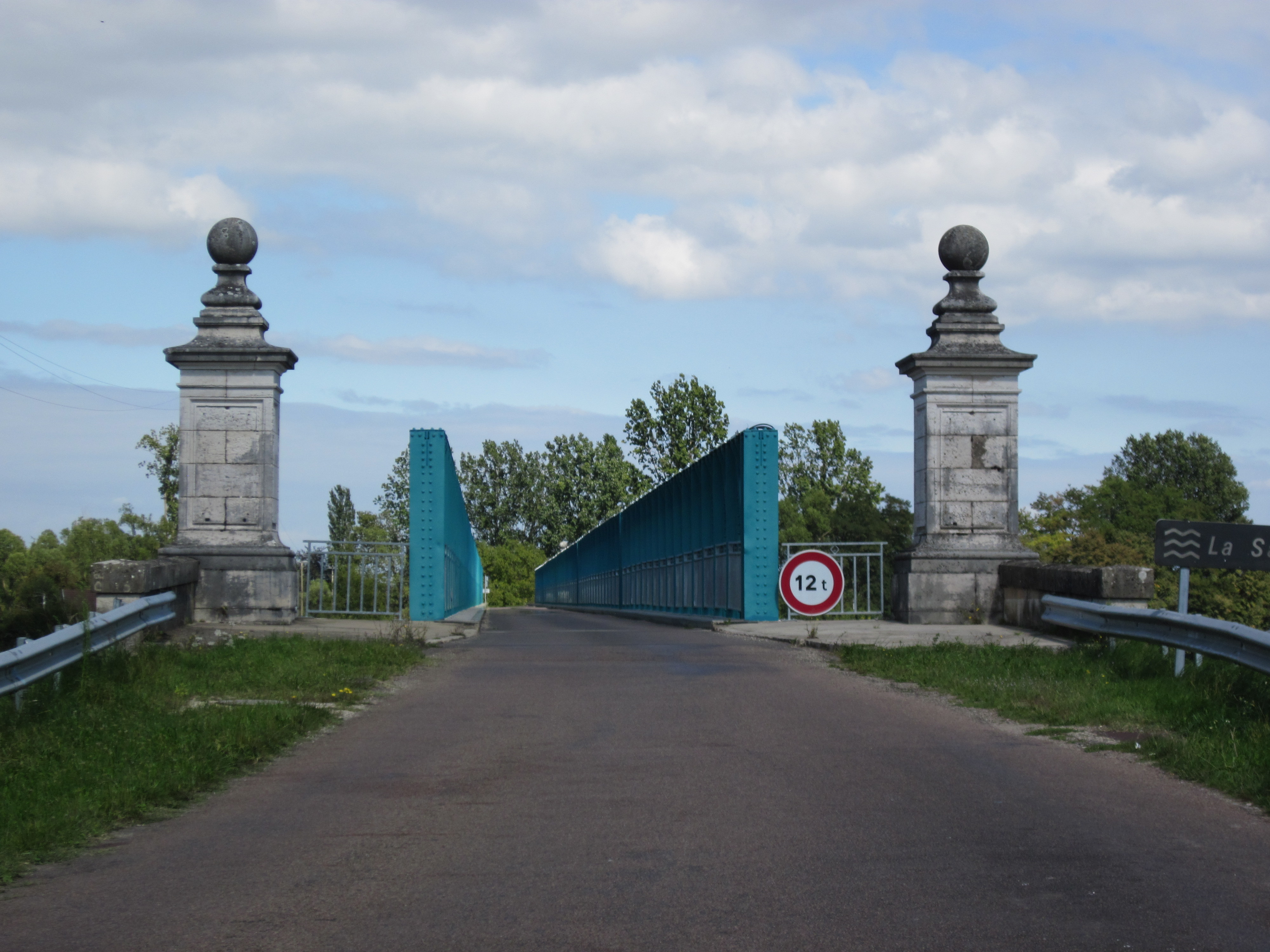
Pont Boncicaut von Westen
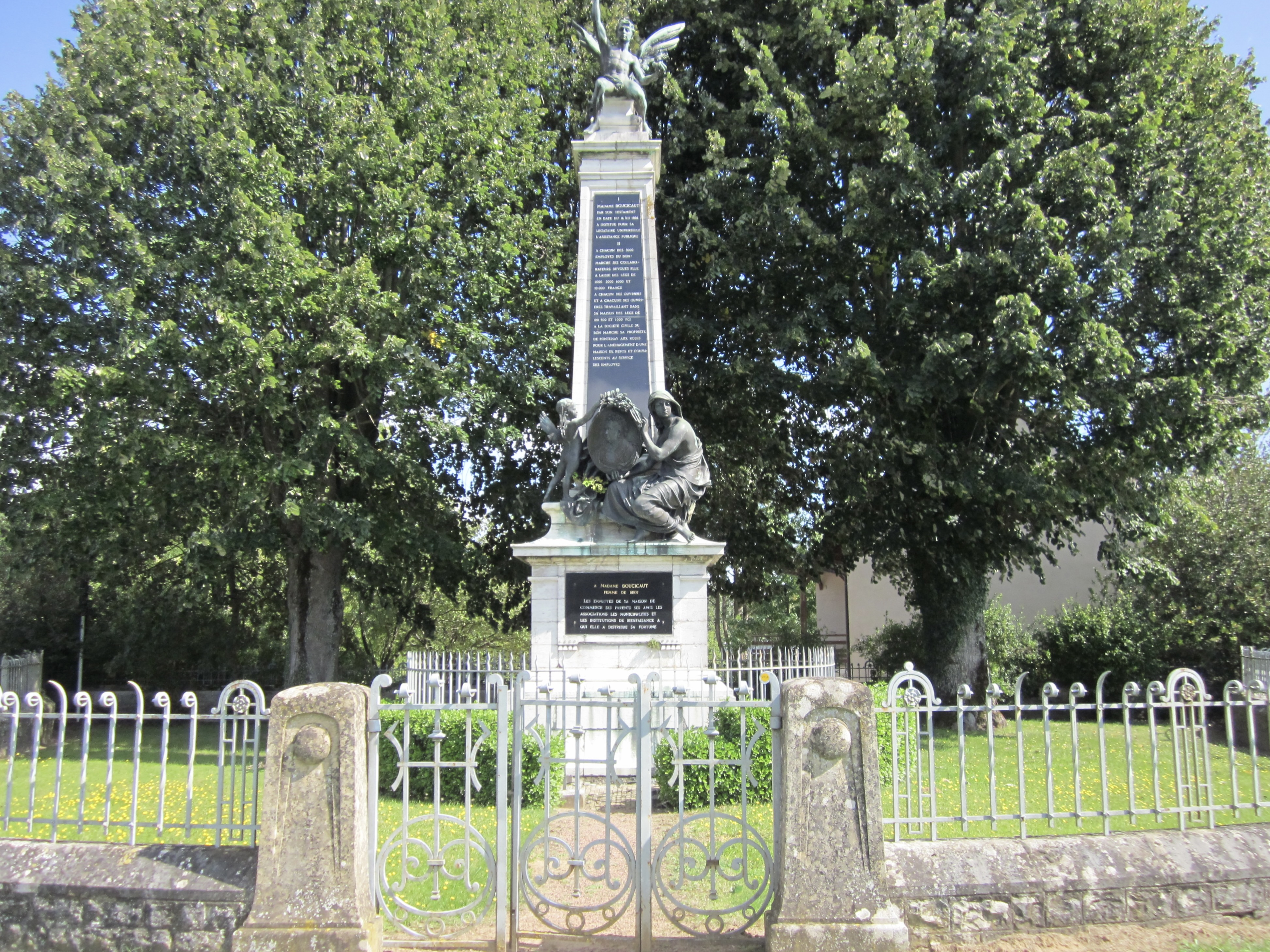
Monument Boucicaut